# 甘露寺忠長
甘露寺 忠長（かんろじ ただなが）は、室町時代前期の公家。権中納言・甘露寺清長の子。官位は正四位下・蔵人頭右大弁。

## 経歴
甘露寺家の嫡流に生まれたが、父・清長が応永21年（1414年）8月に34歳で没したため、祖父・兼長によって家督は叔父・房長が継いだ。
左衛門佐を経て、応永32年（1425年）6月7日、権右中弁となる。同年11月、房長が勅勘を受けて除籍された際、称光天皇からその闕に任じるよう足利義持に提案があったが、実現しなかった。『薩戒記』によれば、この頃、忠長は房長との仲が悪化していた。翌応永33年（1426年）12月18日、右中弁に転じ、同34年6月20日、五位蔵人に任じられる。正長元年（1428年）11月3日、房長と同時に後花園天皇の蔵人頭に任じられ、同時に右大弁に昇進する。
その後、房長は病を得たため、永享2年（1430年）11月に職を辞して蟄居し、6代将軍・足利義教の許可を得て家督を忠長に譲り、自身と子息の扶持を頼む。永享4年（1432年）7月の義教の内大臣就任に伴っては、室町殿家司に任じられる。
しかし、永享6年（1434年）2月、義教の側室・日野重子が義教の嫡男（後の足利義勝）を出産した際、大勢の人々が日野家に祝いに駆け付けた事を知った義教が、その人々の真意を疑ってことごとく処罰した際に、忠長も所領・邸宅を没収され、家督を房長の遺児である親長に譲るように命じられた。その後も頭弁として朝廷に仕えたが、2年後の永享8年（1436年）5月15日、急逝した。貞成親王は、「有職抜群洪才の者」とその才能を評価し、その早すぎる死を惜しむ記述を『看聞日記』に遺している。
郷長（今丸）・康長の2児があり、忠長の死後、親長に養育されていたが、両名とも、忠長の生前より三宝院や三千院への入門が約されていたという。嘉吉元年（1441年）、郷長は嫡流として家督を継ぐことを主張して訴訟を起こしたが、数年の後、失敗に終わり、郷長・康長ともに、最終的には出家したと見られる。また、家業の基盤となる甘露寺家の記録類の多くは、永享6年2月の後も親長に渡されず、忠長死後には、忠長母の禅尼が諸方に売却してしまったという。

## 系譜
- 父：甘露寺清長
- 母：不詳
- 妻：不詳
  - 男子：甘露寺郷長 - 従五位下、出家
  - 男子：甘露寺康長 - 従五位上右兵衛佐、出家